# Seminario Conciliar de Santa Ana (Tudela)
El Seminario Conciliar de Santa Ana de Tudela (Navarra) corresponde al antiguo Convento de los Carmelitas descalzos de finales del siglo XVI y principio del XVII; en 1984 fue reconvertido a ambulatorio de la Seguridad Social. Es de estilo manierista y situado entre las calles Gayarre y Díaz Bravo y el Paseo del Queiles, con salida en la calle Gayarre.

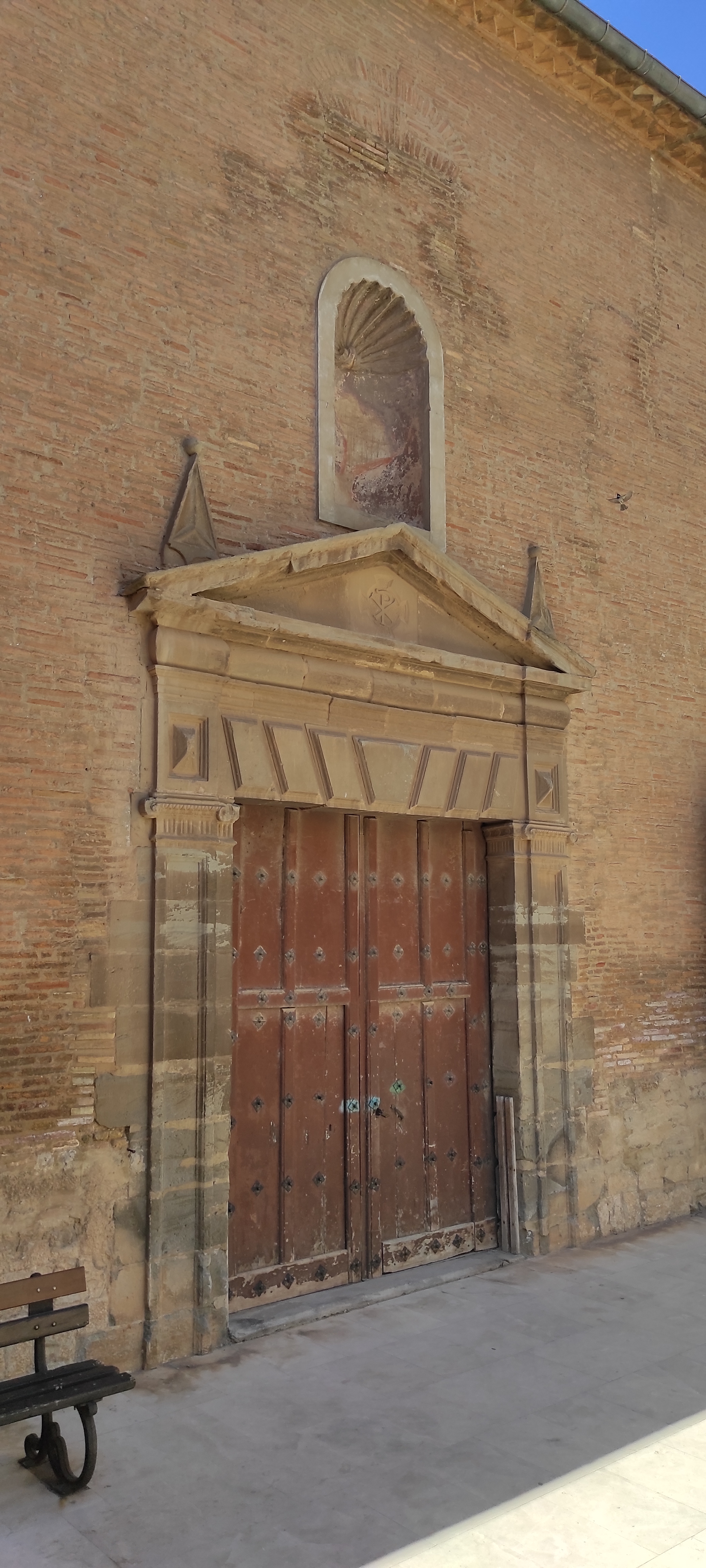
Seminario Conciliar de Santa Ana (Tudela)

## Descripción general
Es un edificio manierista de planta de cruz latina, con una nave de tres tramos y una profunda capilla mayor, con una longitud total de unos 25 m. Presenta elementos decorativos barrocos y un sobrio exterior de ladrillo. Contenía una interesante colección de pintura en las dependencias del convento, destacando una Piedad, tabla hispano flamenca del siglo XV, varios lienzos manieristas del siglo XVI, una Glorificación de San Juan de La Cruz de Vicente Berdusán, un cuadro de Felipe Diricksen en 1642. En estos momentos se encuentran dispersos por el museo de Tudela, en el convento de las Clarisas y otras parroquias. 

## Historia y cronología de construcción
Fue fundado en 1591, bajo patronato de Fermín Ecay e Inés Guerrero, y construido entre 1601 y 1603 por el cantero tudelano Juan González. La portada es obra de Pedro Miravalles y Martín de Lizarza. Fue suprimido en 1821. En 1822, a solicitud del Ayuntamiento al rey, se habilitó su iglesia para parroquia itinerante. En 1984 fue restaurado y parte del inmueble fue reutilizado como ambulatorio de la Seguridad Social (Centro de Salud Oeste de Tudela). 
Su iglesia se usa actualmente para los ensayos de la comparsa municipal de gigantes.